# Звинувачення Гарві Вайнштайна

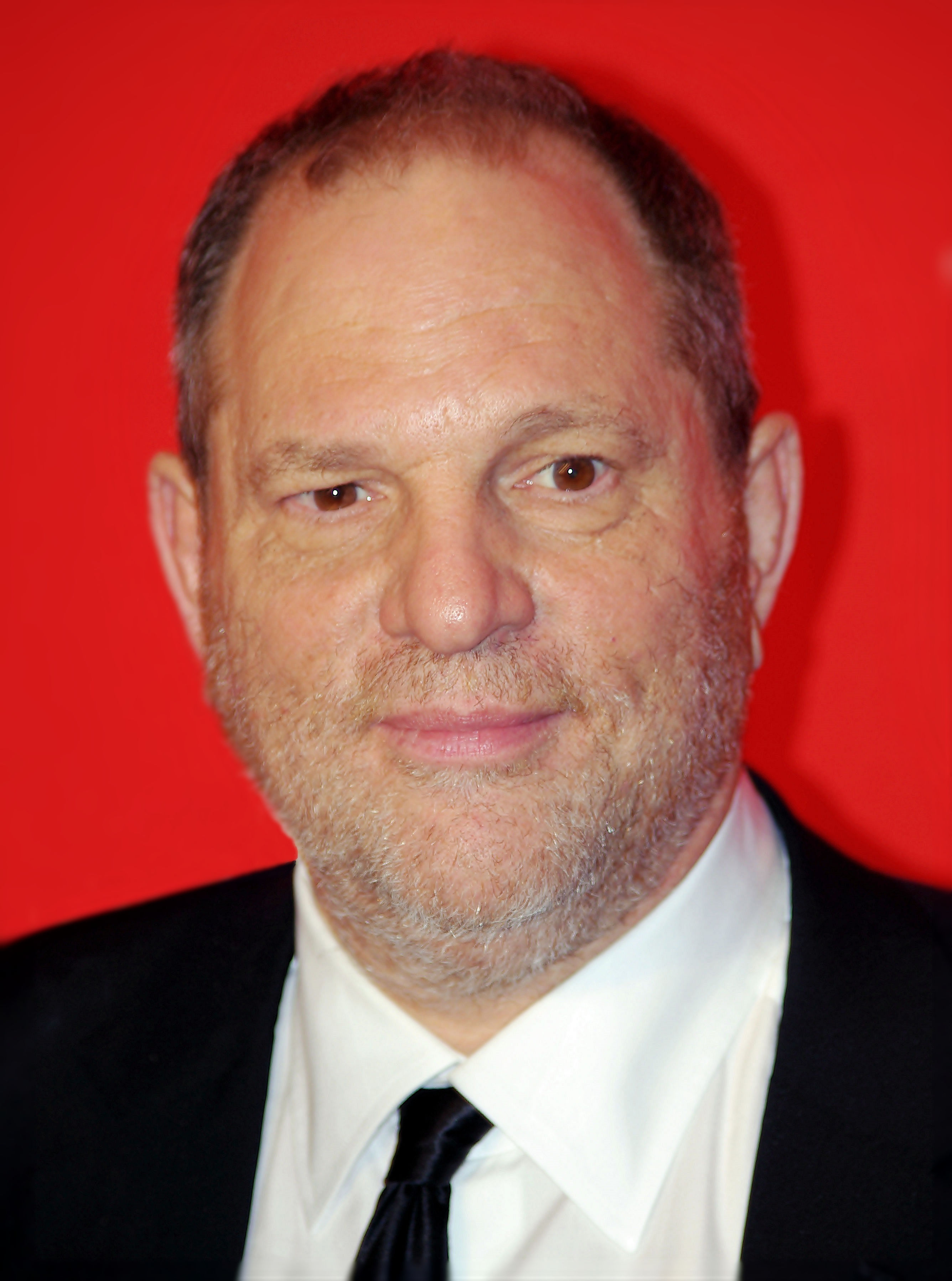
Гарві Вайнштайн у 2011 році

Протягом кар'єри продюсера фільмів Гарві Вайнштайн використовував свою впливову позицію для здійснення злочинних сексуальних дій, включаючи зґвалтування.
У жовтні 2017 року журналісти-розслідувачі газети The New York Times та The New Yorker Меган Туї та Джоді Кантор повідомили, що десятки жінок звинуватили Гарві Вайнштайна у зґвалтуванні, сексуальному нападі та сексуальному зловживанні протягом принаймні 30 років. Понад 80 жінок у кіноіндустрії звинуватили Вайнштайна в таких діях. Вайнштайн заперечував «будь-які сексуальні стосунки без згоди». Незабаром після цього він був звільнений з компанії Вайнштайн (TWC), виключений з Академії кіномистецтв та інших професійних асоціацій.
Кримінальне розслідування щодо скарг щонайменше 6 жінок було проведено в Лос-Анджелесі, Нью-Йорку та Лондоні. У травні 2018 року Вайнштайна заарештували в Нью-Йорку і звинуватили у зґвалтуванні та інших правопорушеннях. У лютому 2020 року його було визнано винним у зґвалтуванні третього ступеня та злочині сексуального акту. У березні 2020 року він був засуджений до 23 років позбавлення волі.
У 2024 році апеляційний суд у Нью-Йорку скасував обвинувальний вирок. Там визнали, що суддя завдав шкоди Вайнштейну «неналежними рішеннями», зокрема дозволивши свідчити жінкам, які не були частиною справи. На початку вересня 2024 року прокуратура Великої Британії зняла звинувачення у непристойних діях з американського продюсера Гарві Вайнштейна. Жінки, які звинувачують його, заявили, що «розчаровані» таким рішенням.
The New York Times та The New Yorker були нагороджені Пулітцерівською премією 2018 року за висвітлення дій Вайнштайна. Скандал викликав багато подібних звинувачень проти могутніх людей у всьому світі та призвів до звільнення багатьох з них з посад. Це також змусило велику кількість жінок поділитися власним досвідом сексуального насильства, домагань чи зґвалтування в соціальних мережах під хештегом #MeToo. Вплив скандалу на впливових людей у різних галузях промисловості почали називати ефектом Вайнштайна.

## Обвинувачувачки
У листопаді 2017 року група ймовірних постраждалих на чолі з італійською акторкою Азією Ардженто оприлюднила список із понад 100 випадків сексуального насильства з боку Вайнштайна. Інциденти у цьому списку датуються 1980—2015 роками та включають 18 заяв про зґвалтування.
Згідно з повідомленнями жінок, Вайнштайн запрошував молодих акторок або моделей в готельний номер або офіс під приводом обговорення їхньої кар'єри, а потім вимагав масажу або сексу. Він казав їм, що виконання його вимог допоможе їх кар'єрі, і неодноразово використовував Гвінет Пелтроу як приклад, говорячи їм, що вона займалася з ним сексом, хоча насправді не знав акторки. Пелтроу відкинула його пропозиції, але він казав багатьом молодим акторкам, що вона спала з ним, щоб тиснути на них.
Жінки, які заявили, що Вайнштайн сексуально домагався їх:
1. Ембер Андерсон[en], акторка[10]
2. Лізетт Ентоні[en], actress[11]
3. Азія Ардженто, акторка й режисерка[12]
4. Розанна Аркетт, акторка[12]
5. Джессіка Барт[en], акторка[12]
6. Кейт Бекінсейл, акторка[13]
7. Джулс Бінді, массажистка[14]
8. Кейт Бланшетт, акторка[15][note 1]
9. Гелена Бонем Картер, акторка[16]
10. Зої Брок[en], модель і письменниця[17]
11. Синтія Берр, акторка[18]
12. Ліза Кемпбелл[en], письменниця та акторка[19]
13. Олександра Каноса, продюсерка[20][21]
14. Ровена Чю, співробітниця Вайнштайна[22]
15. Маріса Кофлан[en], акторка й письменниця[23]
16. Хоуп Ексзінер Діамор, співробітниця Вайнштайна[18]
17. Флоренс Дарель[en], акторка[24]
18. Веділ Девід, акторка[25]
19. Емма де Кон[en], акторка[12]
20. Пас де ла Уерта[en], акторка[26]
21. Джуліана Де Паула, модель[27]
22. Кара Делевінь, акторка й модель[28]
23. Софі Дікс[en], акторка[29]
24. Джейн Доу, модель та акторка-початківиця[30]
25. Лейсі Дорн, акторка й кінорежисерка[18]
26. Кейтлін Даблдей, акторка[31]
27. Кейтлін Дюлейні[en], акторка й активістка[32]
28. Доен Даннінг, акторка[33]
29. Ліна Еско, акторка й режисерка[34]
30. Еліс Еванс, акторка[35]
31. Люсія Еванс, раніше Люсія Столлер, акторка[12]
32. Енджі Евергарт, модель й акторка[36]
33. Клер Форлані, акторка[37]
34. Ромола Гарай[en], акторка[38]
35. Луїзетт Гейсс[en]Louisette Geiss, сценаристка й акторка[19]
36. Луїза Годболд, директорка неприбуткової організації[19]
37. Жюдіт Годреш, акторка[33]
38. Лариса Гомеш, акторка[32]
39. Гізер Грем, акторка[39]
40. Ева Грін, акторка[40]
41. Амбра Гутьєррес[en], раніше Амбра Баттілана, модель[41]
42. Мімі Хейлі, колишня помічниця продюсера[8][42]
43. Деріл Ганна, акторка[43]
44. Сальма Хаєк, акторка й продюсерка[44]
45. Ліна Гіді, акторка[45]
46. Енн Гейч, акторка[46]
47. Лорен Холлі, акторка[47]
48. Домінік Гуетт, акторка[48]
49. Джессіка Гайнс, акторка, режисерка й письменниця[49]
50. Емі Ізраїль, співробітниця Miramax[8]
51. Анджеліна Джолі, акторка й режисерка[33]
52. Ешлі Джад, акторка й політична активістка[8][41]
53. Мінка Келлі, actress[50]
54. Кетрін Кендалл, акторка[33]
55. Гетер Керр, акторка[51][52]
56. Міа Кіршнер, акторка[8][53]
57. Майлін Класс[en], співачка й модель[41]
58. Нанетт Клатт, акторка[54]
59. Ліз Коурі, акторка[54]
60. Ольга Куриленко, акторка й модель[55]
61. Жасмін Лобе, акторка[54]
62. Емма Ломан, німецька акторка[56]
63. Івана Лоуелл, авторка Lady Caroline Blackwood[54]
64. Лора Медден, співробітниця Вайнштайна[19]
65. Мадонна, співачка, авторка пісень й акторка[57]
66. Натассія Мальті, акторка[58]
67. Джессіка Манн, колишня[59][60] акторка-початківиця[61][62][63]
68. Джуліанна Маргуліс, акторка[64]
69. Бріт Марлінг, акторка, сценаристка, кінопродюсерка[65][66]
70. Сара Енн Масс, акторка, комедіантка й письменниця[19]
71. Ешлі Меттау, аторка[8][18]
72. Роуз Мак-Гавен, акторка й співачка[8][41]
73. Наталі Мендоса[en], actress[67]
74. Софі Морріс, адміністративна помічниця[68]
75. Катерина Мцітурідзе, телеведуча, кінокритикиня, колишня головна редакторка журналу «Variety Russia»[69]
76. Емілі Нестор, співробітниця Вайнштайна[19]
77. Дженніфер Сібел Ньюсом[en], кінорежисерка й акторка[8][70]
78. Конні Нільсен, акторка[71]
79. Кейдіан Ноубл, акторка[72]
80. Люпіта Ніонго, акторка й кінорежисерка[73]
81. Лорен О'Коннор, співробітниця Вайнштайна[8][74]
82. Гвінет Пелтроу, акторка[8][33]
83. Саманта Панагроссо, колишня модель[75]
84. Зельда Перкінс, співробітниця Вайнштайна, акторка[19]
85. Ву Тху Фуонг[en], акторка, бізнесвумен і модель[8][76]
86. Сара Поллі, акторка, письменниця й режисерка[77]
87. Емануела Постаккіні, акторка[78][79]
88. Моніка Поттер, акторка[80]
89. Айшварія Рай, акторка й модель[81]
90. Томі-Енн Робертс, професорка психології та колишня актриса-початківиця[33]
91. Ліза Роуз, співробітниця Miramax[82]
92. Еріка Розенбаум, акторка[83]
93. Мелісса Сагеміллер[en], акторка[84]
94. Аннабелла Шіорра, акторка[43]
95. Леа Сейду, акторка й модель[85]
96. Лорен Сіван, журналістка[86]
97. Челсі Скідмор, акторка й комедіантка[34]
98. Міра Сорвіно, акторка[12]
99. Кая Сокола, модель[87]
100. Тара Сабкофф[en], акторка[41]
101. Мелісса Томпсон, акторка[32]
102. Ума Турман, акторка[88][89][90]
103. Паула Ваховяк, співробітниця Вайнштайна[91]
104. Венде Волш, модель та акторка-початківиця[54][92]
105. Паула Малкомсон[en], акторка[93]
106. Шон Янґ, акторка[94]

Уточнення
1. ↑  Бланшетт сказала, що її переслідував Вайнштейн, але не уточнила деталей.

### Зґвалтування
Серед жінок, які звинуватили Вайнштайна у зґвалтуванні:
1. Лізетт Ентоні заявила британській поліції в жовтні 2017 року, що Вайнштайн зґвалтував її наприкінці 1980-х у її будинку в Лондоні.[95]
2. Азія Ардженто розповіла The New Yorker, що в 1997 році Вайнштайн запросив її в готельний номер, «підняв спідницю, розставив ноги й зробив кунілінгус, коли вона неодноразово говорила йому зупинитися».[12]
3. Веділь Девід, акторка, повідомила, що у 2016 році Гарві Вайнштайн зґвалтував її в готельному номері на Беверлі-Гіллз.
4. Пас де ла Верта заявила, що Вайнштайн зґвалтував її двічі в листопаді та грудні 2010 року.
5. Люсія Еванс сказала, що після ділової зустрічі у 2004 році Вайнштайн змусив її займатися оральним сексом з ним.
6. Гоуп Екзінер Діамор, колишня співробітниця Weinstein, сказала, що він зґвалтував її під час відрядження до Нью-Йорка наприкінці 1970-х років.
7. Міріам «Мімі» Галей, членкиня виробничої групи, заявила, що Вайнштайн насильно вчинив з нею оральний секс у своїй квартирі в Нью-Йорку у 2006 році, коли їй було двадцять.[96]
8. Домінік Гуетт заявила, що Вайнштайн насильно здійснював з нею оральний секс, а потім вчинив перед нею ще один сексуальний акт.[97]
9. Натассія Мальті повідомила, що у 2008 році Вайнштайн увірвався до її лондонського готельного номера вночі та зґвалтував її.[98]
10. Джессіка Манн засвідчила у 2020 році, що Вайнштайн зґвалтував її 18 березня 2013 р.
11. Роуз Мак-Гавен написала в Твіттер, що сказала керівнику Amazon Studios Рою Прайсу, що Вайнштайн зґвалтував її, але Прайс проігнорував це й продовжив співпрацю з Вайнштайном.[99] Пізніше Прайс подав у відставку з посади.[100]
12. Аннабелла Шіорра розповіла, що на початку 1990-х Вайнштайн примусив її зайти у свою квартиру, штовхнув її на ліжко й зґвалтував.[101]
13. Меліса Томпсон повідомила Sky News, що Вайнштайн зґвалтував її у своєму готельному номері після ділової зустрічі у 2011 році.[102][103][104]
14. Венде Волш, модель і молода акторка, розповіла, що коли вона працювала офіціанткою в барі на Елмвуд-авеню наприкінці 1970-х, Вайнштайн благав її проїхати з ним, а потім вчинив сексуальний напад на неї.
15. Неназвана жінка розповіла The New Yorker, що Вайнштайн запросив її в готельний номер під приводом і примусив жінку до сексуальних дій, незважаючи на її протести.
16. Неназвана акторка розповіла Los Angeles Times, що у 2013 році Вайнштайн увірвався до її готельного номера, схопив її за волосся, затягнув у ванну та зґвалтував.[105]
17. Анонімна жінка, яка працює у кіноіндустрії, зазначає у цивільному позові, який вона подала у Великій Британії в листопаді 2017 року, що Вайнштайн кілька разів сексуально напав на неї десь після 2000 року.
18. Неназвана канадська акторка каже, що він сексуально напав на неї у 2000 році. Вона подала позов проти нього у 2017 році.
19. Неназвана акторка подала до суду на Вайнштайна за побої та жорстоке поводження, стверджуючи, що у 2016 році він примусив її до сексу.[106]
20. Неназвана подала до суду на Вайнштайна за зґвалтування, стверджуючи, що він зґвалтував її під час президентських дебатів 2000 року.[107]